# Molagnies

Molagnies este o comună în departamentul Seine-Maritime, Franța. În 1 ianuarie 2022 avea o populație de 209 de locuitori.